# 1861年没收法
1861年没收法（Confiscation Act of 1861）是南北战争初期通過的一项美國國會法，該法授權美國法院没收任何支持美利堅聯盟國独立的個人以及集體的財產。
该法案在美国众议院以60-48的票數獲得通过，在美国参议院以24-11的票數獲得通过。亚伯拉罕·林肯不願意签署该法案。他认为鉴于美國联邦政府最近在战场上取得的胜利，该法案实际效果不大。他还担心該法案可能会因为违宪而被推翻。最終在數位参议员的游说下，林肯于1861年8月6日签署了该法案。